# میرچا گرابووشی
میرچا گرابووشی (انگلیسی: Mircea Grabovschi؛ ۲۲ دسامبر ۱۹۵۲ – ۲۰۰۲) ورزشکار هندبال اهل رومانی بود.